# Orthotylus virens
Orthotylus virens är en insektsart som först beskrevs av Carl Fredrik Fallén 1807.  Orthotylus virens ingår i släktet Orthotylus, och familjen ängsskinnbaggar. Arten är reproducerande i Sverige.